# Nada Kiswanson
Nada Kiswanson is een mensenrechtenjurist in Den Haag en vertegenwoordiger van Al-Haq in Europa voor het Internationale Strafhof (ICC).

## Levensloop en carrière
Kiswanson is geboren in 1985 en heeft de Jordaanse en Zweedse nationaliteit. Zij is afgestudeerd aan de Universiteit Antwerpen, waar ze in 2008 een postgraduaat getuigschrift ontving in Internationaal en Europees Recht, aan de Universiteit van Uppsala, waar ze in 2009 een Master of Laws behaalde, en aan de Universiteit Leiden, waar ze in 2011 Master of Laws behaalde met specialisatie in internationaal strafrecht. Kiswanson is getrouwd met een Nederlander.
Zij werkt onder meer voor Al-Haq, de Palestijnse zusterorganisatie van het Nederlands Juristen Comité voor de Mensenrechten binnen de International Commission of Jurists (ICJ), welke het strafhof helpt bij onderzoek naar vermeende Israëlische oorlogsmisdaden in Palestina.

## Vermeende doodsbedreigingen
In augustus 2016 publiceert het NRC in een uitgebreid artikel over een serie doodsbedreigingen en intimidaties aan het adres van Kiswanson die zij sinds februari van dat jaar zou ontvangen. De intimidaties zouden veelvuldig en geraffineerd van aard zijn en zouden verwijzen naar haar werk voor het Internationale Strafhof. Zo zouden er 'glimmende folders' met de naam- en adresgegevens van Kiswanson in haar postcodegebied verspreid zijn.
NRC en Kiswanson suggereerden dat de vermeende bedreigingen afkomstig zijn van de Mossad. Deze bewering kon echter niet met feiten onderbouwd worden, waardoor het artikel als 'complottheorie' werd bekritiseerd door enkele andere media. De journalist Carel Brendel vroeg aan NRC naar bewijs voor de beweringen in het artikel, maar kreeg hier geen antwoord op.
Het Openbaar Ministerie begon in 2016 een onderzoek naar de bedreigingen. Dat werd in 2019 afgesloten zonder dat een verdachte kon worden aangewezen.